# 野市乡
野市乡，是中华人民共和国江西省宜春市上高县下辖的一个乡镇级行政单位。2021年3月16日，将高岗村村民委员会田东、卢家店、港口3个自然村划归锦阳街道管辖。

## 行政区划
野市乡下辖以下地区：
野市村、水口村、连山村、稍溪村、南村、游家村、高岗村、明星村、河里村和新塘村。